# Eclusier Communal Cemetery
Eclusier Communal Cemetery is een begraafplaats gelegen in de Franse plaats Eclusier-Vaux (Somme). De militaire graven worden onderhouden door de Commonwealth War Graves Commission.
De begraafplaats telt 23 geïdentificeerde Gemenebest graven uit de Eerste Wereldoorlog.